# Xifeng (ort i Kina)
Xifeng är en ort i Kina. Den ligger i provinsen Liaoning, i den nordöstra delen av landet, omkring 150 kilometer nordost om provinshuvudstaden Shenyang. Antalet invånare är 61 087.
Runt Xifeng är det ganska tätbefolkat, med 108 invånare per kvadratkilometer. Det finns inga andra samhällen i närheten. Omgivningarna runt Xifeng är en mosaik av jordbruksmark och naturlig växtlighet.
Genomsnittlig årsnederbörd är 1 072 millimeter. Den regnigaste månaden är augusti, med i genomsnitt 241 mm nederbörd, och den torraste är januari, med 10 mm nederbörd.